# Byblia simplex
Byblia simplex är en fjärilsart som beskrevs av Butler 1883. Byblia simplex ingår i släktet Byblia och familjen praktfjärilar. Inga underarter finns listade i Catalogue of Life.